# Генріх I (маркграф Баден-Хахбергу)
Генріх I (нім. Heinrich I.; д/н — 2 липня 1231) — 1-й маркграф Баден-Хахберзький в 1190—1231 роках.

## Життєпис
Походив з династії Церінгенів. Другий син Германа IV, маркграфа Бадену, і Берти Тюбінгенської. Народився приблизно в 1150-х роках. 1169 року втратив матір. Після смерті батька 1190 року успадкував частину Баденського маркграфства з замком Хахберг. Тут було утворено маркграфство Баден-Хахберг.
Зберігав вірність династії Гогенштауфенів. Перша письмова згадка відноситься до 1212 року. Брав участь у походах імператора Фрідріха II до Італії. 1218 року отримав від останнього графство Брайсгау, як частину спадщини Бертольда V, герцога Церінгену, що помер без нащадків. Втім за права в цьому графстві мусив вступити в суперечку з Егіно V фон Урахом, графом Фрайбургу.
1219 року долучився до П'ятого хрестового походу, під час якого 1221 року потрапив у полон в Єгипті. Після звільнення повернувся до Німеччини.
Одружився з представницею роду фон Урах. 1228 року став учасником Шостого хрестового походу. По поверненню помер 1231 року. Похований у каплиці монастиря Тенненбах. Новим маркграфом став його старший син Генріх II.

## Родина
Дружина — Агнес, донька графа Егіно IV фон Ураха.
Діти:
- Генріх (д/н — 1297/1298), 2-й маркграф Баден-Хахбергу
- Вернер, канонік собору в Страсбурзі
- Герман (д/н — 1239)